# Вилівська сільська рада
Вилівська сільська рада — колишня адміністративно-територіальна одиниця та орган місцевого самоврядування в Чуднівському, Миропільському, Довбишському (Мархлевському, Щорському) районах, Житомирській міській раді Волинської округи, Київської та Житомирської областей УРСР з адміністративним центром у селі Вила.

## Населені пункти
Сільській раді на момент ліквідації були підпорядковані населені пункти:
- с. Вила

## Населення
Кількість населення ради, станом на 1923 рік, становила 1 475 осіб, кількість дворів — 297.
Кількість населення сільської ради, станом на 1924 рік, становила 1 354 особи.
Станом на 1927 рік, кількість населення сільської ради складала 1 463 особи, з них 1 044 (71.4 %) — особи польської національності. Кількість селянських господарств — 293.
Кількість населення ради, станом на 1931 рік, складала 1 603 особи.

## Історія та адміністративний устрій
Утворена 1923 року в складі сіл Вила, Нова Шийка, Тартак та хутора Стрибежський Брод Чуднівської волості Полонського повіту Волинської губернії. 7 березня 1923 року увійшла до складу новоствореного Чуднівського району Житомирської (згодом — Волинська) округи. 24 серпня 1923 року, відповідно до рішення Волинської ГАТК «Про зміни границь в межах округів, районів і сільрад», до складу ради включено хутори Крива Річка, Лісний Поруб та урочище Ковбани Станіславівської сільської ради Чуднівського району.
27 червня 1925 року сільську раду було передано до складу Миропільського району Житомирської округи. 1 вересня 1925 року раду включено до складу новоствореного Довбишського (згодом — Мархлевський, Щорський) району Житомирської округи; до складу ради включено х. Зелені Брачки Чудно-Гутівської сільської ради Миропільського району, с. Пічкури та х. Пічкурські Хатки Тартачківської сільської ради Довбишського району; х. Крива Річка відійшов до складу Жовто-Брідської сільської ради Довбишського району. 3 лютого 1926 року с. Пічкури та х. Пічкурські Хатки передано до складу Новозаводської сільської ради Довбишського району. 17 жовтня 1935 року, відповідно до постанови ЦВК СРСР «Про розформування Мархлевського і Пулинського районів і про утворення Червоноармійського району Київської області», Мархлевський район було ліквідовано, сільську раду передано в підпорядкування Житомирській міській раді Київської області. 14 травня 1939 року, відповідно до указу Президії Верховної ради УРСР «Про утворення Щорського району Житомирської області», рада увійшла до складу новоствореного Щорського (згодом — Довбишський) району Житомирської області.
Станом на 1 жовтня 1941 року села Нова Шийка, Тартак, хутори Зелені Брачки, Стрибежський Брод та ур. Ковбани зняті з обліку населених пунктів.
Станом на 1 вересня 1946 року сільрада входила до складу Довбишського району Житомирської області, на обліку в раді перебувало с. Вила.
11 серпня 1954 року, відповідно до указу Президії Верховної ради УРСР «Про укрупнення сільських рад по Житомирській області», сільську раду було ліквідовано, територію та с. Вила включено до складу Соболівської сільської ради Довбишського району Житомирської області.